# Дорсет
Дорсет  (англ. Dorset) — церемоніальне графство Англії, розташоване у південно-західній частині країни на узбережжі протоки Ла-Манш. Складається з неметропольного графства Дорсет і двох унітарних одиниць: Пула і Борнмута. Займає територію 2653 квадратних кілометрів і межує з чотирма іншими англійськими графствами: з Девоном на заході, Сомерсетом на північному заході, Вілтширом на північному сході та Гемпширом на сході. Столицею графства є місто Дорчестер, розташоване в його південній частині. Населення Дорсету — 744 тисячі жителів (за даними перепису населення 2011 року). Близько половини населення графства проживає на території південно-східної агломерації, решта в основному розподілена по сільській місцевості з низькою щільністю.
Заселення території сучасного графства первісними племенами розпочалось за доби неоліту. В першому столітті нашої ери римляни завоювали стародавнє плем'я дуротригів, яке мешкало на півдні Великої Британії. Під час раннього Середньовіччя у регіон вдерлися англосакси; у VII столітті Дорсет став графством. Перший засвідчений напад вікінгів на британські острови відбувся на території Дорсета у VIII столітті. Відомо, що з містечка Мелком-Реджис, яке входить до складу графства, 1348 року почалося поширення першої в англійській історії епідемії чуми. В Дорсеті неодноразово мали місце різні громадянські заворушення, в тому числі повстання селянських загонів під час Англійської революції, придушене силами Олівера Кромвеля; повстання Монмута, що розпочалося з невеликого містечка Лайм-Реджис на заході графства; група батраків з села Толпадл брала участь у формуванні робітничого руху. Під час Другої світової війни Дорсет був активно залучений до підготовки Нормандської операції, а також вторгнень у Портландську гавань і затоку Пула — головні напрями операції «Нептун».
Ландшафт графства доволі різноманітний: від високих крейдяних скель і крутих вапнякових хребтів до низовинних глиняних долин. Більше половини території Дорсету входить до спеціального списку значимих природних об'єктів, три чверті узбережжя належить до об'єктів Світової спадщини. Вздовж берегової лінії примітними є бухта Лулворс, острів Портленд, пляж Чесіл, скельна брама Дердл-Дор. Сільське господарство традиційно є основою економіки графства, але у теперішній час його роль зменшується і більшого значення набуває туризм. Через Дорсет не проходять великі автомагістралі, але наявні низка значимих автомобільних доріг, а також дві залізниці до Лондона. На узбережжі графства розташовано декілька великих портів: у Веймуті, Пулі і Портленді. В Борнмуті знаходиться міжнародний аеропорт. Культурний бік життя Дорсета представлений різноманітними музеями, театрами і фестивалями.

## Топоніміка
Назва графства походить від назви його столиці — міста Дорчестер. Римляни, які створили це поселення у I столітті н. е., називали його Дарноварія, що було латинізованою версією британського слова, яке ймовірно означало «місце, де галька розміром з кулак». Англосакси, які прийшли пізніше, називали місто «Dornwaraceastr» (суфікс «ceaster» у давньоанглійській мові позначав римську приналежність міста). Сьогоднішня назва графства — Дорсет («Dornsæte») — була утворена від слів «Dorn», скороченої форми «Dornwaraceastr», і давньоанглійського «sæte», що означає «люди». Саме ця назва закріпилася як позначення даної місцевості. Перша письмова згадка про графство виявлена в англосаксонських хроніках 845 року. До X століття належить перший запис старої назви графства «Dorseteschyre».

## Історія

### Перші поселення й формування території

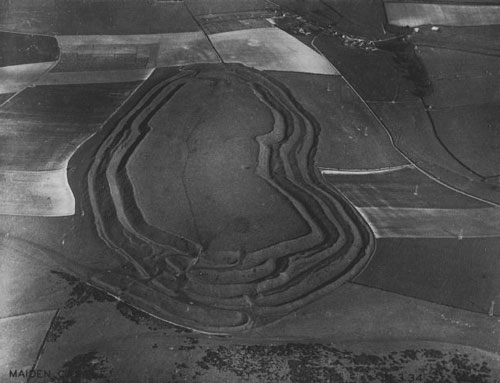
Мейден-Касл

Перші люди ступили на територію сучасного графства близько 8000 року до нашої ери, це були мисливці доби мезоліту. Однак постійні поселення виникли тут близько 3000 року до нашої ери, за доби неоліту. Саме перші поселенці спорудили Дорсетський Курс, пам'ятку довжиною 10,5 кілометрів, що мала церемоніальне і ритуальне призначення. З 2800 року до н. е. за бронзової доби місцеві мешканці цілком очистили ландшафт від лісів, сформувавши передумови для подальшого розвитку землеробства і скотарства в регіоні. Крім того, майже під кожним крейдовим пагорбом графства можна виявити поховання у вигляді круглих курганів, що відносяться до доби неоліту і бронзи. Прихід залізної доби позначився переселенням великої кількості кельтських іммігрантів, відомих як дуротриги, які побудували низку земляних фортифікаційних споруд на пагорбах графства, найвідомішою з них і однією з найбільших в Європі є Мейден-Касл.
У 43 році до н. е. римляни, що напали на Британію, вдерлися на територію Дорсета. II легіон Августа під командуванням Веспасіана захопив Мейден-Касл, найбільш неприступне місцеве земляне укріплення. Поруч з ним загарбники заснували поселення Дарноварія. Після того, як римляни залишили острів, місцеві жителі побудували великий оборонний рів Бокерлі-Дайк неподалік від кордону з сучасним графством Гемпшир. Ці заходи дозволили відтермінувати вторгнення саксів у Дорсет на 150 років. Однак, до початку VII століття Дорсет все ж був ними захоплений і став частиною Західного саксонського королівства. Сакси створили церковний діоцез в Шерборні, Дорсет став адміністративним округом королівства Вессекс з практично незмінними кордонами. У 787 році на узбережжі Портленда відбувся перший зареєстрований напад вікінгів на британські острови. Набіги на округ тривали ще протягом двох століть.

### Дорсет у Середні віки

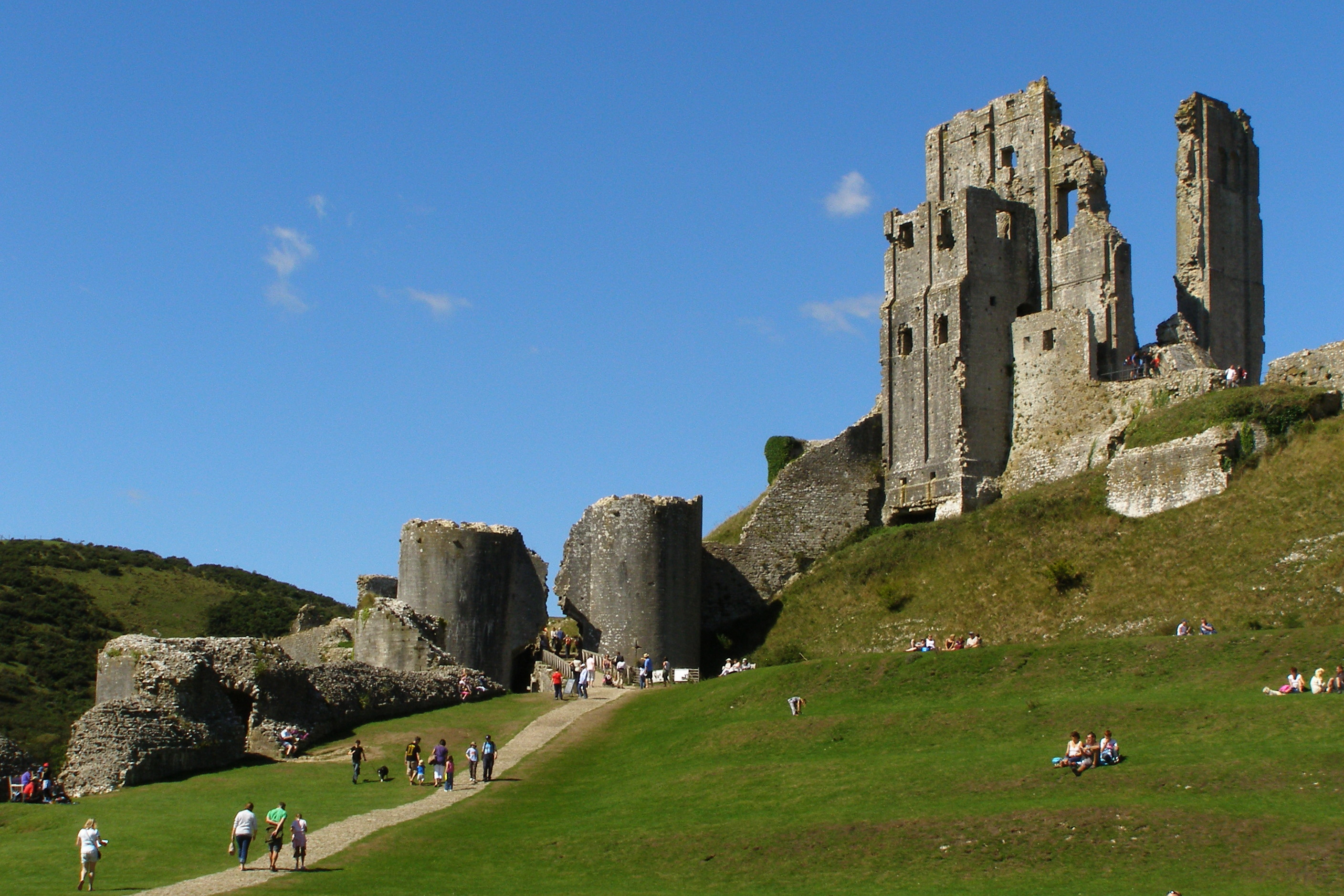
Руїни замку Корф

У 1066 році, після завоювання Англії Вільгельмом I в Дорсеті було встановлене феодальне панування, а більша частина земель поділена між королем і церквою. На початку XII століття нормани посилили контроль над захопленою територію звівши низку фортець, в тому числі замки Корф, Воргем і Дорчестер.
Впродовж двох наступних століть населення Дорсету значно зросло; у межі графства були включені нові сільськогосподарські землі. Торгівля вовною, видобуток корисних копалин в Пурбек-Марбл, а також торгові зв'язки портів Веймута, Мелком-Реджіса, Лайм-Реджіса й Брідпорта давали процвітання регіону. Однак, у 1348 році Дорсет був спустошений чумою, що була привезена в порт Мелком-Реджіса кораблем з Гасконі. Епідемія, відома як Чорна смерть, швидко поширювалася і винищила близько третини населення графства.
Ліквідація низки монастирів Тюдорами у другій чверті XVI століття зустріла спротив в Дорсеті; багато абатств були передані приватним власникам, в тому числі абатство Шефтсбері і Сернське абатство. У 1642 році, на початку Англійської громадянської війни, роялісти взяли під контроль всю територію графства крім Пула і Лайм-Реджіса. Однак, три роки по тому вони були вигнані прибічниками парламенту. У 1645 році в Дорсеті відбулося повстання селянських загонів самооборони — третьої сили громадянської війни. Близько 2000 повстанців виступили в бій з парламентською армією лорда Ферфакса в укріпленні Гембілдон-Гілл (Humbleton-Hill), але були легко розбиті. Замок Шерборн був захоплений Ферфаксом того ж року, а 1646 року — й Корф, останній оплот роялістів в графстві.
Після невдалого повстання герцога Монмута у 1685 році була прийнята низка законів для запобігання подібним подіям у майбутньому, відома як «Криваві присяжні». Протягом п'яти днів в Дорчестері суддя Джеффріс розглянув 312 «бунтівних» справ: 74 обвинувачених були страчені, 174 були вислані на каторгу, а 9 — публічно випороті. У 1686 році в парку Чарборо була організована зустріч заколотників, що виношували плани щодо скинення короля Якова II. Ця зустріч мала велике значення для Славної революції.

### Нова та новітня історія

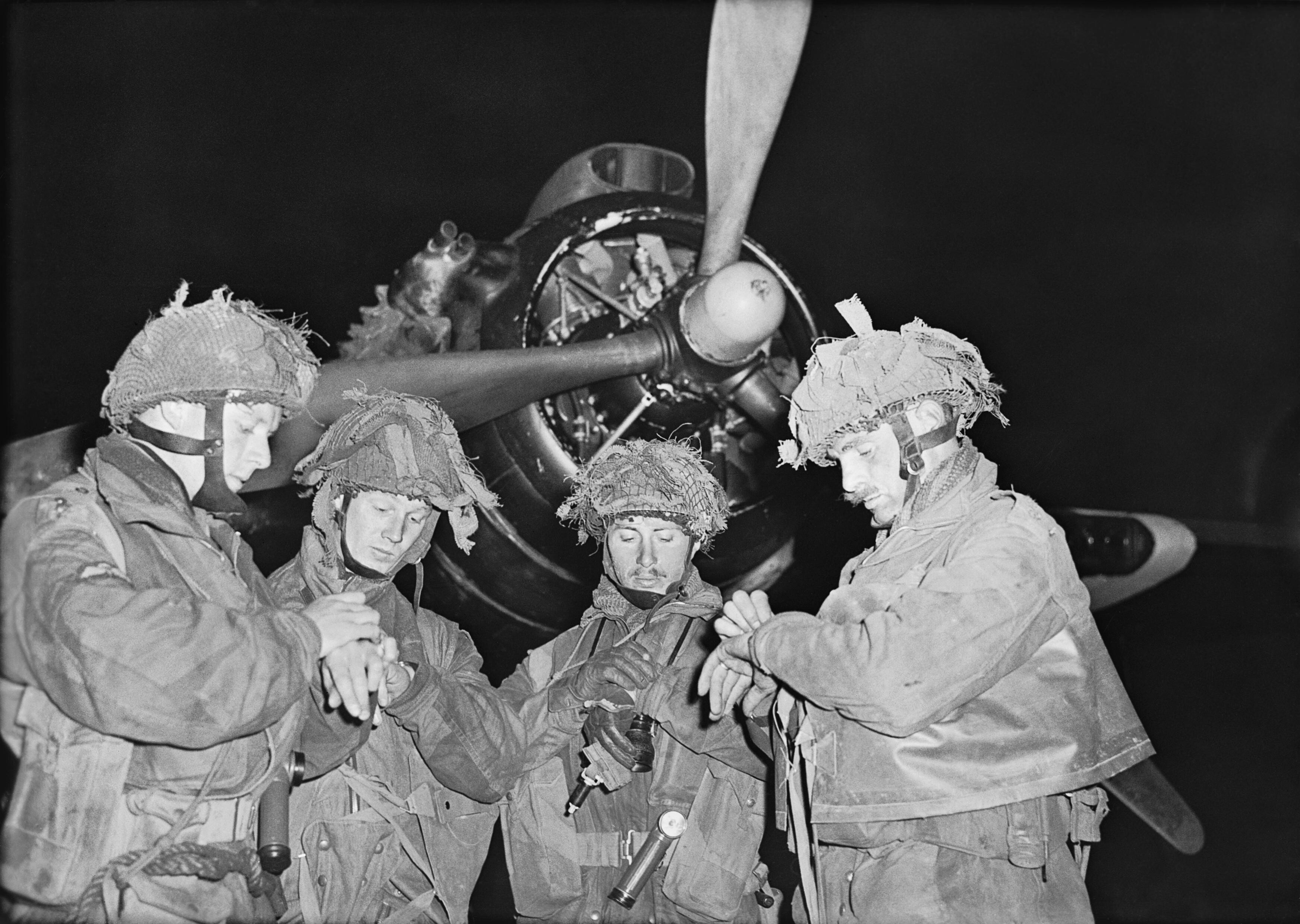
Британські десантники звіряють годинники

У XVIII столітті велика кількість контрабанди проходила через узбережжя Дорсету. Бухти, печери і пляжі графства були зручним місцем для діяльності контрабандистів. В ці часи Пул стає найбільш пожвавленим портом Дорсету, його значні торгові зв'язки забезпечували всім необхідним промисловість у навколишніх містах і селах. Промислова революція в значному ступені оминула Дорсет стороною, через нестачу вугілля у надрах графства. Це, зокрема, сприяло тому, що сільське господарство надалі займало центральне місце в економіці. В Дорсеті вперше був створений профспілковий рух, коли у 1834 році шість бараків утворили спілку на знак протесту проти зниження заробітної платні. Група робітників, відома нині як «Толпадлські мученики», була заарештована і засуджена до каторжних робіт, однак невдовзі була помилувана через масові протести робітничого стану.
Дорсетширський полк виявився першим британським підрозділом, який зіштовхнувся з газовою атакою під час Першої світової війни (1914—1918). Саме цей підрозділ зазнав особливо важких втрат у битві на Соммі. Загалом близько чотирьох з половиною тисяч військовослужбовців графства загинули у цій війні; тільки одне село — Лангтон-Херінг — не втратило жодного мешканця. Під час Другої світової війни (1939—1945) Дорсет брав активну участь у підготовці вторгнення у Нормандію: репетиції висадки проводились поблизу Стадленда і Веймута, а село Тініхем було задіяне для тренувань армії. Десятки тисяч солдатів залишили Веймут, Портленд і Пул у день Д; планери з RAF Tarrant Rushton доставили війська в район міста Кан для здійснення операції «Тонга».
Після війни в Дорсеті спостерігалось збільшення кількості відпочивальників. Узбережжя Веймута, що вперше прославилось як місце відпочинку ще за короля Георга III, кожного року приваблює мільйони туристів своїми малонаселеними сільськими районами. Роль сільського господарства в економіці регіону зменшується, водночас туризм набуває дедалі більшого значення.

## Географія
Дорсет розташований у південно-західній частині Великої Британії на узбережжі протоки Ла-Манш. Площа графства становить 2653 квадратних кілометра. Воно межує з чотирма іншими англійськими графствами: з Девоном на заході, Сомерсетом на північному заході, Вілтширом на північному сході і Гемпширом на сході. Найвищі точки графства — пагорби Левесдон-Гілл (279 м) і Пілсдон-Пен (277 м), розташовані на північ від долини Маршвуд. Більше половини території складають різноманітні заповідники, серед яких два належать до об'єктів виняткової природної краси, що є одним з найвищих показників в Англії (у процентному співвідношенні до загальної площі).

### Геологія

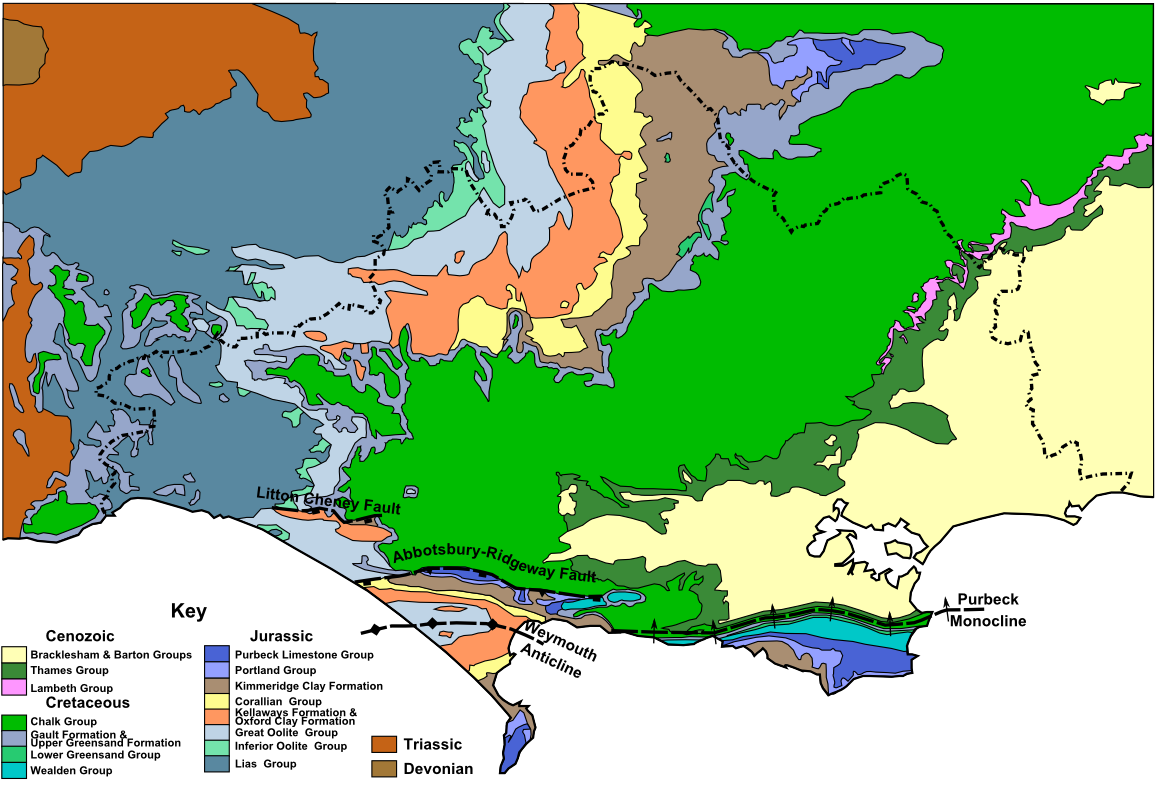
Геологічна мапа Дорсета

Територія Дорсета геологічно дуже різноманітна, що обумовлює значні відмінності ландшафтів графства один від одного. Крейда і глина, поряд з сумішшю піску і гравію, є домінуючою породою в графстві (66 %). На решті території залягають різноманітні породи — портлендський камінь та інші вапняки, карбонатні глини, а також різні сланці. Портлендський камінь має національне значення як будівельний матеріал, а також як матеріал для реконструкції деяких найвизначніших пам'яток Великої Британії. Крім перерахованих вище, в окрузі зустрічаються майже всі породи, пов'язані з проміжком часу від раннього Юрського періоду до епохи еоцену.
На території графства розташовується низка вапнякових пагорбів, які здебільшого використовуються як рілля і пасовища для овець. Особливо виділяється широка смуга покладів крейди та інших корисних копалин Крейдового періоду, яка перетинає графство з північного сходу на південний захід, проходячи через Краборн-Чейз і Дорсет-Даунс; а також ще одна смуга, яка простягається з південного заходу на південний схід, зокрема проходячи через пагорб Пурбек-Гіллс. Поміж крейдяних пагорбів розташовані великі долини і заплави річок. Ці долини, серед яких можна виділити Блекмор і Фром, усіяні невеликими поселеннями і фермами. Південний схід графства, в тому числі південь долини Фром і територія навколо Пула і Борнмута, розташований на відкладеннях епохи еоцену Палеогенового періоду. Ґрунти, що утворилися на цих територіях, визначають їх ландшафт — пустища — природне середовище проживання для всіх шести видів британських рептилій. Велика частина пустищ Дорсета має статус ділянок особливого наукового значення, а три області відповідно до Рамсарської конвенції визнані об'єктами міжнародного значення. На заході графства і на узбережжі наявні численні зміни в шарах гірських порід, послідовне утворення яких менш очевидно в порівнянні з формуванням рівнин і пустищ.
Гавань Пула розташовується над найбільшим сухопутним родовищем нафти у Західній Європі. Тут знаходиться насосна свердловина, яка видобуває нафту з початку 1960-х років і є найстарішою зі свердловин, що працюють в світі безперервно.

### Річки

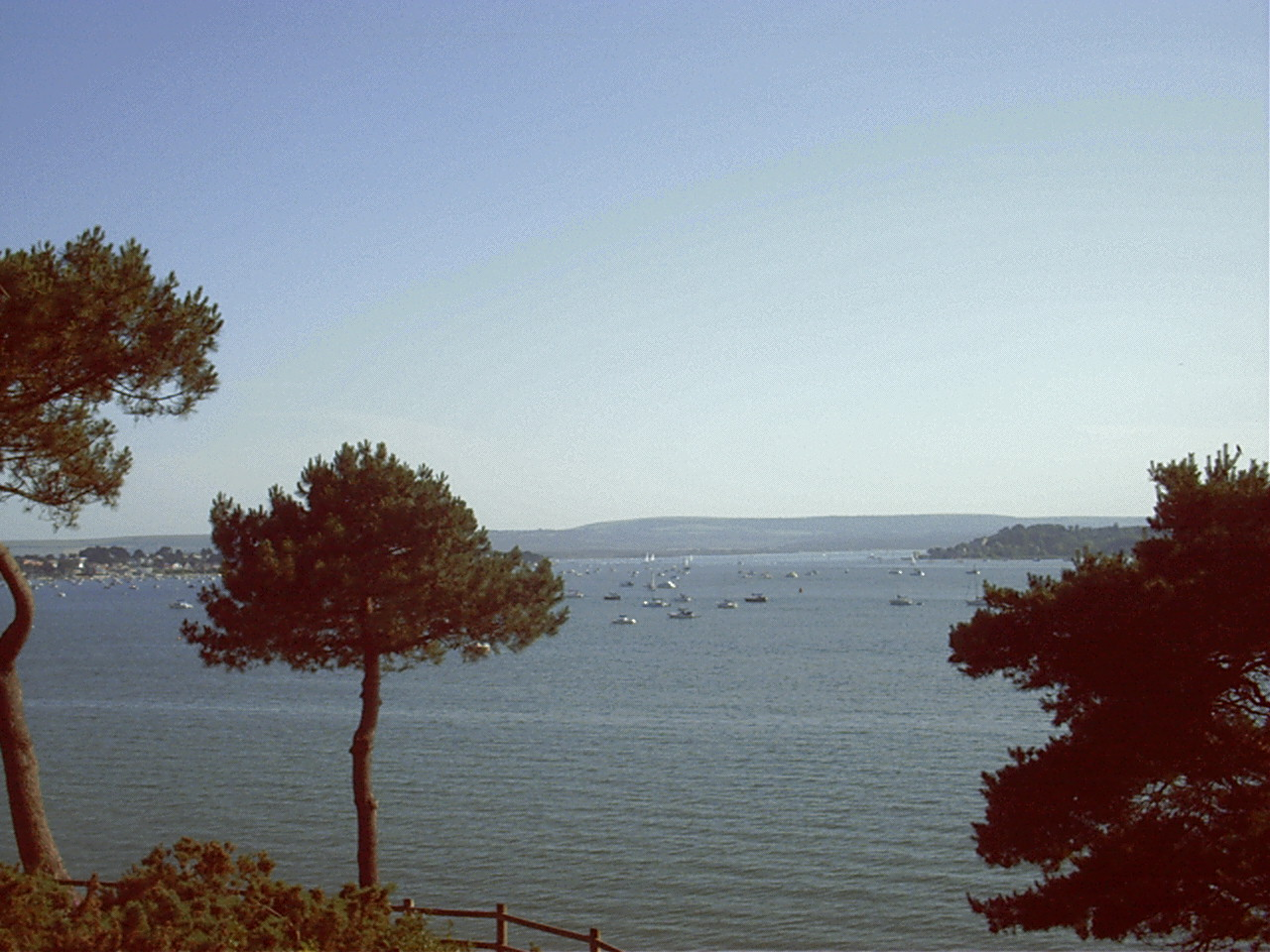
Гавань Пула

Розмаїття географії Дорсету поширюється й на річки графства, хоча помірна кількість опадів у сукупності з горбистою місцевістю зумовлює те, що більшість річок розташована у низовинах. Більшість опадів стікає в три річки: Фром, Піддл і Стоур, які на південному сході впадають у море. Річка Ейвон, яка тече головно через графства Вілтшир і Гемпшир, впадає в гавань Крістчерч в Дорсеті. Річки Ейкс і Єо, які головним чином протікають у графствах Девон і Сомерсет, відповідно, беруть початок у північно-західній частині Дорсета. На південному заході низка малих річок, що впадають у море, протікають вздовж узбережжя графства; серед них можна виділити Чар, Бріт, Вей.
Гавань Пула, яка у минулому була долиною річки, але була затоплена через підвищення рівня моря 6000 років тому, в теперішній час є однією з найбільших природних гаваней у світі. Вона дуже мілка в окремих місцях і містить низку островів, зокрема Браунсі — місце народження скаутського руху і одне з небагатьох збережених місць проживання корінних рудих білок Англії.

### Узбережжя

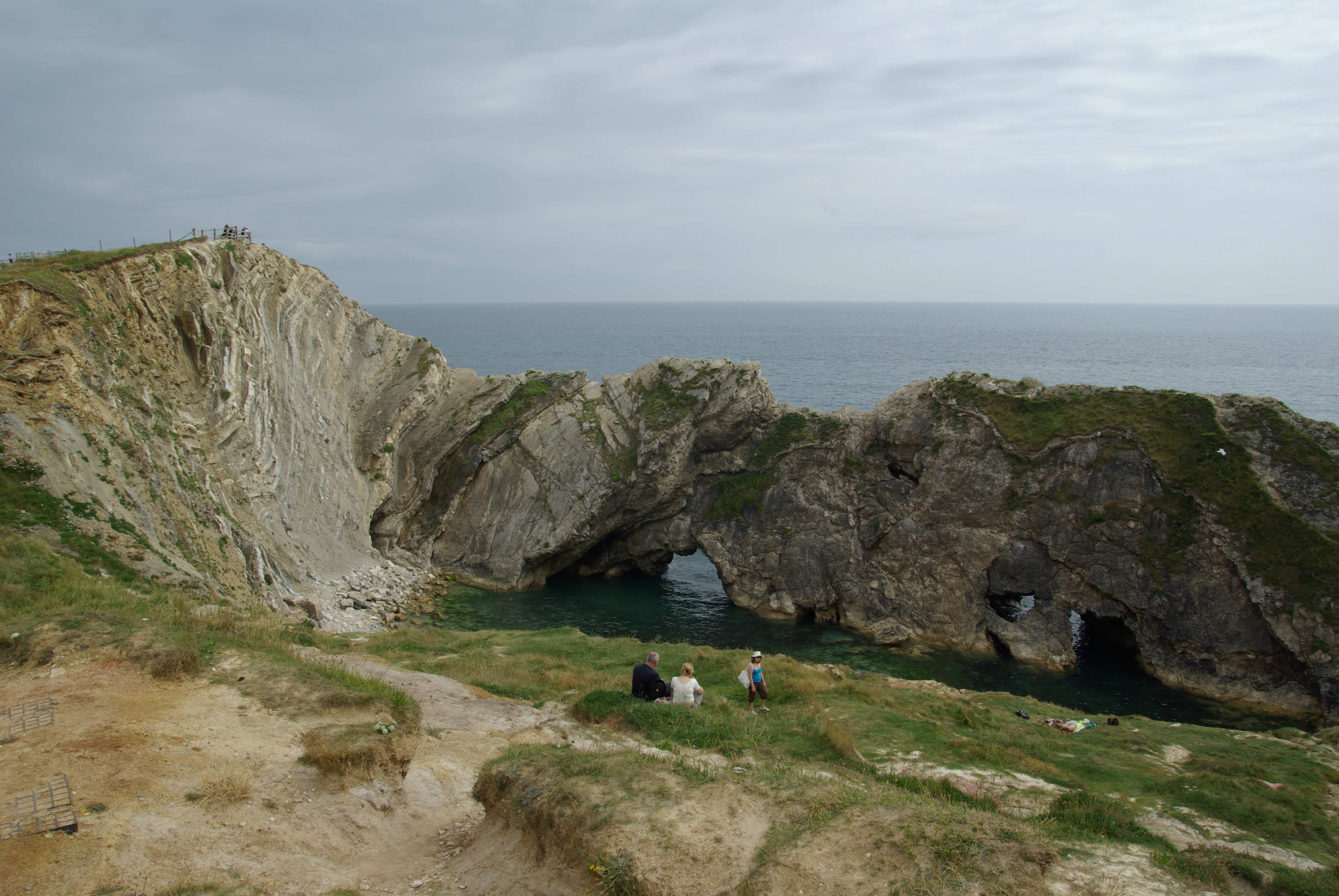
Бухта Стейр-Гол

Більша частина узбережжя Дорсету належить до Юрського узбережжя, що входить до списку об'єктів Світової спадщини і простягається на 155 кілометрів між Стадлендом в Дорсеті і Ексмаусом в Девоні. Узбережжя датується мезозойською ерою, від тріасу до крейдового періоду. На ділянці узбережжя, що на території Дорсету, було виявлено багато важливих викопних решток, в тому числі скам'янілі дерева юрського періоду і перший повний скелет іхтіозавра, знайдений поблизу Лайм-Реджіса у 1811 році палеонтологом-любителем Мері Еннінг. Також вздовж узбережжя графства розташовано багато різноманітних виняткових природних об'єктів, зокрема бухти, природні арки і природні крейдяні колони.

## Офіційні символи

Прапор Дорсета

Сучасний прапор графства, відомий як Дорсетський Хрест чи Хрест Святого Віта, був обраний 16 вересня 2008 року під час публічного голосування, організованого Радою Дорсету і доступного всім жителям графства. Влада Борнмута і Пула відхили запрошення до участі в голосуванні. Тим не менш, Дорсетський Хрест був оголошений переможцем з результатом у 54 проценти від загальної кількості тих, хто взяв участь у голосуванні. Пізніше прапор був зареєстрований і включений до Реєстру прапорів Великої Британії.
Прапор графства являє собою прямокутне полотнище золотого відтінку з співвідношенням ширини до довжини 3:5. В центрі розташований білий хрест з червоною окрайкою. Розмір хреста збігається з розміром полотнища. Червоний і білий використовують також через те, що вони є кольорами англійського прапора. Золотий колір, який є основним, має одразу декілька пов'язаних з графством значень:
- символом Вессексу, стародавнього англосаксонського королівства, центром якого був колись Дорсет, був золотий дракон;
- більшу частину у сільському господарстві займає вирощування ріпаку, пшениці та ячменю, що робить поля золотими;
- в графстві наявна велика кількість піщаних пляжів (особливо у Веймуті і Борнмуті);
- найвища точка узбережжя має назву Золота шапка;
- поліція і армія Дорсета використовують золотий, червоний і зелений кольори.

Всі три кольори — золотий, червоний і білий — присутні на гербі графства. В центрі герба розташовується щит, на якому зображено три лева і лілія унизу. Над щитом розміщується замок у вигляді корони. З обох боків від щита стоять крилаті дракони, а знизу знаходиться девіз графства: «WHO'S AFEAR'D». Герб був офіційно прийнятий 21 лютого 1950 року.

## Політика
Місцеве самоврядування Дорсету представлене радою графства і двома унітарними органами влади: міськими радами Борнмута і Пула. Рада графства була утворена законом про місцеве самоврядування від 1888 року для управління адміністративною одиницею. Після реорганізації місцевого самоврядування у 1972 році Дорсет став дворівневим неметропольним графством, його межі були розширені на схід за рахунок приєднання міст Борнмут і Крайстчерч. Після перегляду спеціальною комісією статусу Борнмута і Пула у 1997 році обидва міста стали адміністративно незалежними унітарними одиницями і водночас залишилися частиною церемоніального графства Дорсет. На даний момент неметропольне графство розділене на шість районів: Веймут і Портленд, Пебек, Крайстчерч, Західний Дорсет, Північний Дорсет, Східний Дорсет. Рада Дорсету контролюється Консервативною партією: після виборів 2009 року до складу Ради входять 28 представників Консервативної партії, 16 представників Партії ліберальних демократів і лише один безпартійний учасник. Борнмут також контролюється Консервативною партією: рада налічує 46 її представників, проти трьох представників Партії ліберальних демократів, трьох представників Лейбористської партії і двох безпартійних. Консерватори втратили абсолютну більшість у Пулі після місцевих виборів 2011 року, проте згодом за їх участю був сформований Уряд меншості: 21 представник Консервативної партії, 18 від Партії ліберальних демократів і 3 представники місцевої партії Пула.
Для представництва в парламенті Дорсет розділений на вісім виборчих округів. У 2010 році на парламентських виборах у Великій Британії Консервативна партія стала лідером, зміцнивши свої позиції. Виборчі округи Борнмута і Пула традиційно є консервативними і представлені в парламенті членами Консервативної партії.

## Культура і суспільство

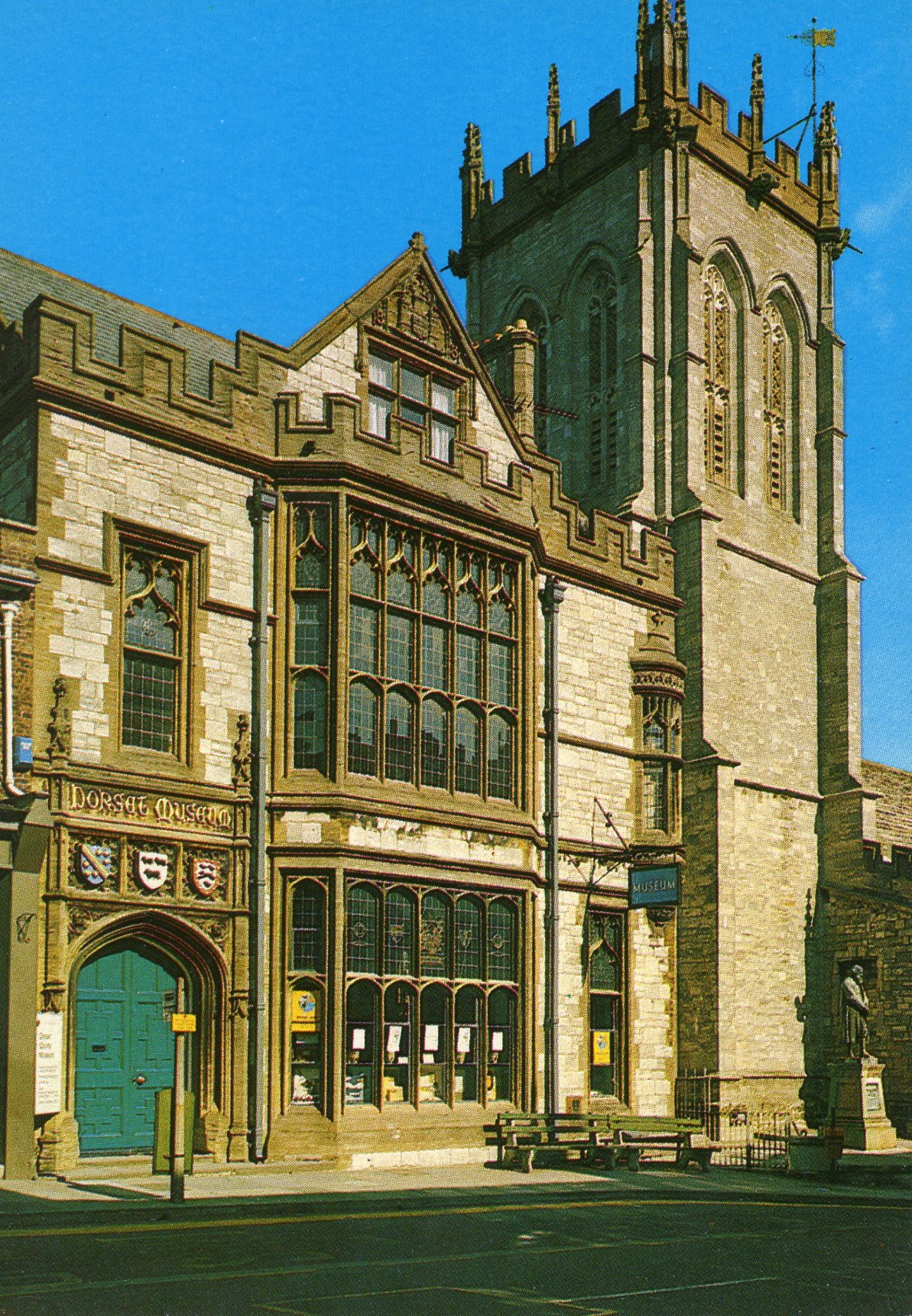
Історичний музей Дорсету

### Театри і концертні зали
Дорсет, на відміну від регіонів з більшою щільністю населення, не має значної кількості великих культурних закладів. Основними концертними і театральними майданчиками графства є артцентр «Маяк», Борнмутський міжнародний центр, театр «Павільйон», «Академія О2», Веймутський павільйон. Значний внесок у культурну складову життя робить Борнмутський симфонічний оркестр, який був заснований у 1893 році. Оркестр щороку дає понад 130 концертів на території всієї південної Англії.

### Музеї і художні галереї
В Дорсеті працює більше тридцяти різноманітних спеціалізованих музеїв. Історичний музей Дорсету, розташований в Дорчестері, був заснований у 1846 році і має велику колекцію експонатів, що охоплюються історію графства. В зібранні Музею танків в Бовінґтоні понад 300 танків і бронемашин з 30 країн. Музей є найбільшим в Дорсеті, його колекція має статус об'єкта національного значення. Серед інших музеїв можна відзначити Військовий музей в Дорчестері, артгалерею і музей «Рассел-Котс» в Борнмуті, Центр спадщини узбережжя в Чармоуті, музей міста Пул, Портлендський музей.

### Бібліотеки
На території Дорсету розташовано 33 бібліотеки: 26 під управлінням Ради графства і 7 місцевих. Як правило всі бібліотеки працюються 5-6 днів на тиждень у першу чи другу половину дня. Центральна бібліотека Дорчестера пропонує широкий спектр послуг: книги для молоді і дорослих, художні фільми і музику, довідково-інформаційні служби, доступ до Інтернету.

### Архітектура, парки і заповідники
В графстві 190 заповідників, понад 1500 археологічних пам'яток, понад 30 зареєстрованих парків і садів, а також 12850 історичних і культурних пам'яток. Серед них: Замок Лалворт, садибний будинок, стилізований під середньовічний замок; Портлендськийзамок, набережний форт, побудований на замовлення Генріха VIII; Корф, замок з більше ніж тисячолітньою історією; Ателхамптон, садиба Тюдорів; абатство Форд, велична будівля і колишній монастир; церква Святого Едволда, одна з найменших в Англії.

### Література

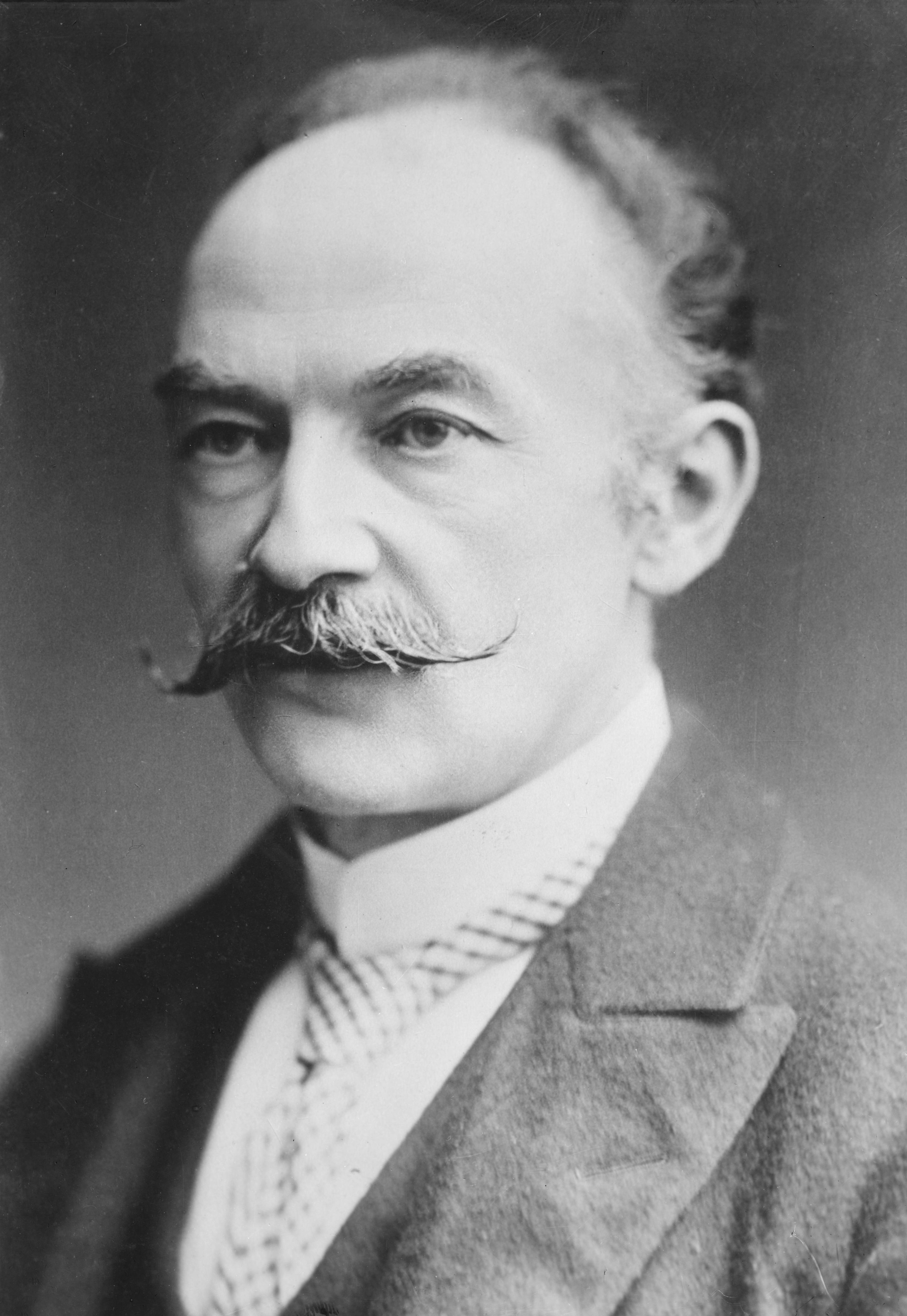
Томас Гарді

### Фестивалі
В Дорсеті проходить низка щорічних фестивалів, ярмарків та інших заходів, серед яких: «Great Dorset Steam Fair» — один з найбільших ярмарків свого класу в Європі, а також фестиваль в Борнмуті — безкоштовне повітряне шоу (у 2009 році його відвідало близько 1,3 мільйона глядачів). Крім того можна виділити морський фестиваль «Дух моря», що відбувається у Веймуті і Портленді з 2008 року і пропонує низку спортивних і культурних заходів, а також виступи місцевих артистів. Спеціальне шоу «Dorset County Show», яке вперше було проведене у 1841 році, являє собою свято сільського господарства графства і приваблює близько 55 000 осіб. Впродовж двох днів тут демонструються місцеві продукти і домашня худоба. Поруч з невеликими заходами Дорсет проводить декілька великих музичних фестивалів, таких як «Бестиваль», Endorse It In Dorset, «Кінець дороги», «Лармер».

## Релігія

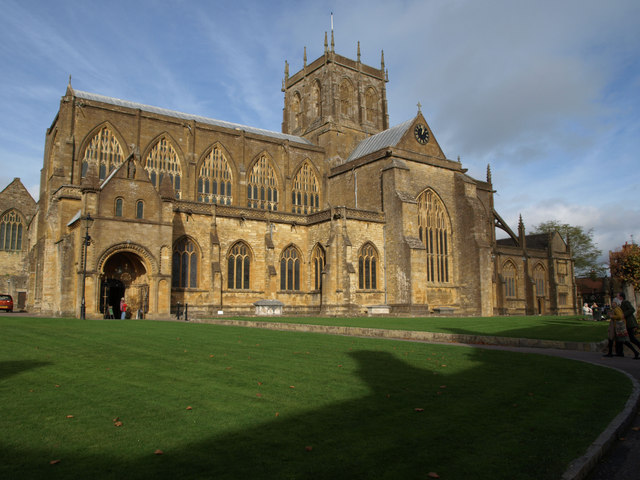
Абатство Шерборна

На відміну від всіх сусідніх графств в Дорсеті немає власного кафедрального собору. Більше 95 % графства належить до єпархії Солсбері англіканської церкви. Невелика ділянка на заході перебуває під єпархією Бата і Веллса; крім того на сході Крайстчерч і частина Борнмута належать до єпархії Вінчестер. Єпархія Плімута включає до свого складу більшу частину Дорсета, окрім Крайстчерча і частини Борнмута, які належать єпархії Портсмута. В Дорсеті мало храмів не християнських конфесій. У 2008 році у Бландфорд-Форум був побудований індуїстський храм, також у Борнмуті, який має більший процент єврейського населення, ніж у середньому по країні, діють дві синагоги.
Християнство було введене у Дорсеті римлянами і утвердилось в графстві у саксонський період його історії. До теперішнього часу збереглись декілька саксонських церков, а найкраще збереженою є церква Святого Мартина у Варегемі, побудована ще на початку XI століття. Найпоширенішими в Дорсеті є середньовічні церкви, більшість з яких були побудовані у XV столітті і належать до готичного стилю. Абатство Шерборна, одне з найбільших у графстві, відоме своїми широкими склепіннями, зведеними під час його відбудови у XV столітті. Абатство було засноване у 705 році н. е. Альдгельмом, воно містило єпископську кафедру і мало статус кафедрального собору до 1075 року, коли єпархію передали до Олд-Сарума. Парафіяльна церква Вімборн відома своєю бібліотекою на ланцюгах і астрономічним годинником XIV століття. Церква Святого Кандида і священного хреста у селі Вітчарч Канонікорум є єдиною церквою в країні, поруч з Вестмінстерським абатством, де зберігаються мощі святого.
Монастирі діяли в Дорсеті до XVI століття, однак майже припинили своє існування після тюдорівської секуляризації. Наступні Реформація, політичні і релігійні потрясіння, в значному ступені стримували будівництво нових церков до XVIII століття. Яскравими прикладами будівель ранньої георгіанської архітектури є церква Святих Петра і Павла у Бландфорд-Форум і церква Святого Георгія на острові Портленд. З кінця XVIII століття архітектура церков в графстві Дорсет тяжіла до неоготичного стилю. Помітним винятком з цієї тенденції є церква Святої Марії у дев'яти милях на схід від Дорчестера — перша римо-католицька церква, побудована в Англії після Реформації. Георг III дав дозвіл на зведення будівлі церкви за умови, що вона буде більш схожою на мавзолей, ніж на церкву. Будівництво було завершене у 1789 році. В Борнмуті знаходиться декілька церков XIX століття, серед них церква Святого Петра і церква Святого Стефана. Церква Святого Дунстана в Пулі є однією з небагатьох церков, побудованих у графстві у XX столітті; це один з останніх зразків неовізантійського стилю. Церква Святих Миколая і Магнуса в Мортоні відома своїми складними гравірованими скляними вікнами. Вона сильно постраждала від німецької бомби у 1940 році і пізніше була серйозно реконструйована.

## Відомі особи
Сьюзен Стрейндж — вчена з міжнародних відносин